# Талимонова, Любовь Алексеевна
Любовь Алексеевна Талимо́нова (4 апреля 1971, Самара, Россия — 14 августа 2011, Эксетер, Англия) — писатель, поэт, художник, иллюстратор. Член Международного союза художников-визионаристов и Британского союза писателей. Писала и иллюстрировала книги для взрослых и детей, рисовала картины в жанре космизма.

## Детство и юность
Любовь Талимонова родилась в Самаре в семье инженеров. В 20-месячном возрасте она заболела инсулинозависимым диабетом. Рано научилась читать и проявила интерес к творчеству, стремление к знаниям, философский склад ума, исключительную память и трудолюбие. В 1979 году семья переехала на Северный Кавказ. Здесь будущая художница открыла для себя рисование. В начале 1985 года она оказалась в Туле. Здесь были написаны первые видеопритчи, стихи и сказки, созданы первые философские картины. В 1988 году Любовь окончила школу на «отлично» и поступила на факультет иностранных языков Тульского педагогического института. После 2-го курса перевелась на заочное отделение Киевского художественного института.

## Творческий путь
Л. Талимонова начала свою творческую карьеру в 18 лет. В 1991 году вышел её первый альбом «Мой мир» и первая книга «Древний мир в моих ладонях» — в следующем году Московское общество книголюбов назвало её лучшей книгой года. В феврале 1992 года в Киеве состоялась первая выставка картин Л. Талимоновой. Потом последовали выставки в Москве (в ЦДХ и Болгарском культурном центре), во Франции (в центре древней мегалитической культуры г. Плюарнеле), в Туле, Троицке, Звёздном городке, Варшаве, снова в Москве. За яркими картинами, каждая из которых — симфония цвета и света, скрывались большие личные трудности: диабет дал тяжёлые осложнения. Однако Л. Талимонова постоянно работала, несмотря на слабое здоровье.
Любовь всю жизнь много читала, любила музыку и путешествия, посещала музеи и памятники древности. Ей посчастливилось побывать во многих музеях мира, познакомиться с богатейшими коллекциями произведений искусства. Интерес к мифам и легендам привёл её в Стоунхендж и Эйвбери (Англия), в Карнак, Эрдевен, на остров Гавринис и полуостров Киброн (Франция), в Ирландию.

## Выставки и награды
При жизни Л. Талимоновой состоялось более 30 выставок её картин в Англии, Германии, Италии, Ирландии, Китае, России, Украине, Польше, Франции, Испании. В 1992—1993 годах три её работы («Космос. Овен», «Космос. Козерог», «Космос. Весы») в течение 6 месяцев находились в космическом полёте на борту орбитальной станции «Мир», а одна из работ «Космос. Козерог» даже побывала в открытом космосе. Затем они с автографами космонавтов и штемпелями космической почты были вручены Л. Талимоновой на выставке её работ в Звёздном городке. В апреле 1994 года её картины выставлялись в Кремле по случаю празднования 60-летия первого космонавта Земли, Юрия Гагарина. В августе того же года картины Л. Талимоновой экспонировались на X Международном конгрессе Ассоциации участников космических полётов в Москве. На церемонии закрытия Конгресса космонавты вручили художнице диплом «Царь-колокол» за своеобразие её вклада в развитие идей школы русского космизма. Этой награды она была удостоена наравне с писателем-фантастом И. А. Ефремовым, исследователем Ж.-И. Кусто и художником В. Т. Черноволенко. Работы художницы хранятся в музеях и частных коллекциях в России, Англии, Франции, Украине, США, Ирландии, Корее, Китае, Польше.

## Переезд в Англию и поздние годы
В 1994 году Талимонова переехала в Англию, чтобы продолжить необходимое лечение. Здесь её избрали членом Союза писателей Великобритании и членом Международного союза художников-визионаристов. Резкое ухудшение здоровья и почти полная потеря зрения помешали художнице работать в прежнем темпе, однако она не сдавалась. Были написаны и проиллюстрированы «Колыбельные сказки», продолжалась выставочная деятельность.
Уже в 1996 году Любовь перенесла 4 сложнейшие хирургические операции по спасению зрения, и ещё две операции на глазах в 2004 и 2009 годах. В 2000 году писательница начала работу над философской сказкой «Болотный Принц», которая заняла в общей сложности 11 лет. Почти всё это время Л. Талимонова жила на гемодиализе (искусственная почка). В 2012 году «Болотный Принц» был издан небольшим тиражом в России.
Художница иллюстрировала не только свои книги. В 1993 году она создала 21 иллюстрацию к сказкам немецкого писателя В. Гауфа, книга была издана тиражом 50 000 экземпляров. Кроме того, Л. Талимонова проиллюстрировала книгу М. Морозовой-Гурулевой «Хранитель тайны» о профессоре, разведчике, враче и астрологе С. А. Вронском.
Художница оставила более 600 картин. Их репродукции используются многими журналами России и Европы. Общий тираж книг превышает 500 тыс. экземпляров. Некоторые из них переведены на английский и немецкий языки. В 2012 году издательство «Литрес» опубликовало в электронном виде 9 книг Л. Талимоновой, а также 7 переводов на английский язык. Многие её работы до сих пор не изданы.

## Мировоззрение и художественный стиль
Любовь Талимонова очень рано задалась вопросами: «Кто я? И для чего я в этом мире?». Именно в процессе поиска ответов на эти вечные вопросы ярко проявился философский склад её ума, сложилось своё понимание истории человеческой цивилизации, взаимосвязи человека и вселенной, понимание беспредельности Космоса и ценности земного времени. Из своих размышлений, видений, озарений и снов она создала свой особый, ни на кого не похожий, сказочный и реальный, далёкий и близкий, добрый и радостный, загадочный и прекрасный, лучезарный мир. Служение Истине, Добру и Красоте стало смыслом её жизни. Она создала целые серии картин: «Космос», «Странствия Духа», «Гармония Мира», «Мегалиты», «Путешествие во Времени» и др. Картины и литературные произведения Л. Талимоновой неразрывно связаны, поясняют и дополняют друг друга.

## Память
В посёлке Свобода Тульской области открыт культурный центр-галерея имени Любови Талимоновой.
26 июня 2018 г. на телеканале "Первый Тульский" вышел выпуск передачи "Одна история", посвящённый Любови Талимоновой.

## Изданные книги
- «Мой мир» — 1991
- «Древний мир в моих ладонях» — 1991
- «Путешествие во Времени» — 1992 (2-я редакции)
- «Как туата счастье возвратили» — 1992
- «Сказки о созвездиях» — 1993, 2012 (2-я редакции)
- «Цветочный эльфик» — 1993
- «Предсказатели прошлого» — 1993
- «Сказка о Лунных эльфах» — 1994
- «Колыбельные сказки» — 2000
- «Счастье туата» — 2008 (2-я редакция)
- «Болотный Принц» — 2011
- «По краю Земли и Неба», поэтический сборник — 2012
- «Сказки» (сборник сказок в новой авторской редакции)

## Проиллюстрированные книги
- В. Гауф, «Сказки» (М.: Антара, 1993)
- М. П. Морозова-Гурулева «Хранитель тайны» (СПб.: Политехника, 2001)

## Некоторые картины
- «Голубая Ли», 1990
- «Свет других миров», 1991
- «Далеко и рядом», 1991
- «Приветствуя светлый мир», 1991
- «Ночной Стоунхендж», 1991
- «Данаэ и золотой клубок», 1991
- «Дорога к поющим звёздам», 1991
- «Песни звёзд», 1992
- «Невероятная Вселенная», 1993
- «Затмение Солнца и загадки Земли», 1993
- «Мир тонких лучистых энергий», 1994
- «Страж мира», 1994
- «Смена эпох», 1994
- «Времена и пирамиды», 1994
- «Эрдевен», 1994
- «Дорога памяти», 1995
- «Светлая Берегиня», 1997
- «Владычица», 1998
- «Розовые ангелы», 1998
- «Радость и Печаль», 1999
- «Странствия радостной души», 2000
- «Пробуждение Великого Духа», 2000
- «Ожидание», 2000
- «Душа и Великий Свет», 2002
- «Видение», 2004
- «Мегалиты уходят в бесконечность», 2008
- «В бескрайнем небе», 1991—2010
- «Девон», 2011